# Wellman Glacier
Wellman Glacier är en glaciär i Antarktis. Den ligger i Västantarktis. Argentina, Chile och Storbritannien gör anspråk på området. Wellman Glacier ligger 834 meter över havet.
Terrängen runt Wellman Glacier är bergig norrut, men söderut är den kuperad. En vik av havet är nära Wellman Glacier västerut. Trakten är obefolkad. Det finns inga samhällen i närheten. 